# MC Abdul
 (octobre 2023).
Abdel-Rahman Al-Shantti, né le 14 septembre 2008, connu sous le nom de MC Abdul ou MCA Abdul, est un rappeur palestinien de Gaza, en Palestine. Il s'est rendu célèbre en chantant un rap sur la liberté, devant son école à Gaza, qui a recueilli des centaines de milliers de vues sur les réseaux sociaux,,,. Par la suite, en août 2023, les clips vidéos des chansons Shouting at the Wall et Palestine ont reçu respectivement plus de 930 000 et 700 000 vues, rien que sur YouTube.

## Biographie

### Jeunesse
Abdel-Rahman Al-Shantti nait le 14 septembre 2008 à Gaza, en Palestine. Vers 2007, sa mère subit une intervention chirurgicale pour traiter une hémorragie oculaire en Égypte : Al-Shantti déclare que sa mère n'était pas en mesure de poursuivre le traitement nécessaire chez elle en raison du siège de la bande de Gaza. Il commence à rapper et à écrire des chansons à neuf ans. Ses premiers enregistrements sont des reprises de ses morceaux préférés, qu'il partage avec ses amis et en ligne. Sa famille lui fait connaître des artistes tels qu'Eminem et le rappeur palestinien DJ Khaled, qu'Abdul considère comme l'un de ses quatre artistes favoris — les trois autres sont NF, Tupac et Jay-Z. Il aimerait participer à l'émission de télévision Arab Idol comme son compatriote palestinien Mohammed Assaf.

### Carrière
En 2020, Al-Shantti s'engage en faveur des familles palestiniennes de Gaza qui ont été bombardées. À la suite de la sortie de sa chanson, il attire l'attention du label Empire. MC Abdul souligne l'importance du rap comme outil pour faire face aux moments difficiles et déclare : « Le pouvoir que j'ai dans ma plume lorsque j'écris, je suis imparable. Le micro est la seule issue possible. ».

## Discographie

### Singles
- 2020 : MC Abdul Raps with His Friends at School! (« MC Abdul rappe avec ses amis à l'école ! »)
- 2021 : Shouting at the Wall[8]
- 2021 : Palestine
- 2021 : Better Life
- 2021 : My Only Way to Voice
- 2021 : I May Be Young
- 2023 : The Pen & the Sword

### Apparitions
- 2024 : Maktub de Belly feat. MC Abdul
- 2024 : Deira de Saint Levant feat. MC Abdul